# بيتر كوين
بيتر كوين (بالإنجليزية: Peter Quinn)‏ (3 ديسمبر 1892 بسندرلاند في المملكة المتحدة - 1976) هو لاعب كرة قدم بريطاني (وحمل سابقاً جنسية المملكة المتحدة لبريطانيا العظمى وأيرلندا) في مركز الوسط. لعب مع بريستون نورث إيند ونادي بلاكبول ونادي بوري ونادي ووستر سيتي وNew Brighton A.F.C. ‏ وفليتوود تاون وسبنيمور يونايتد ‏.